# ナタン (預言者)

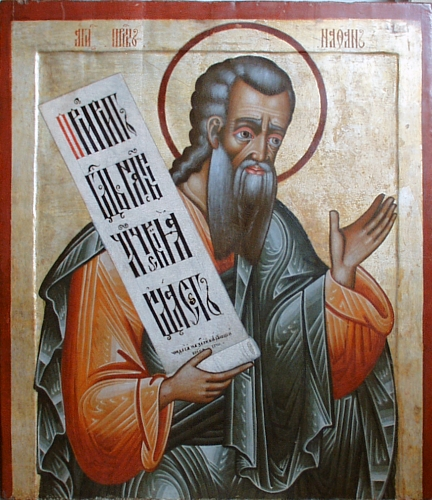
預言者ナタンのイコン（18世紀ロシア正教会、キジ島にある顕栄聖堂のイコノスタシスより）

ナタン （ヘブライ語: נתן 、古代ギリシア語: Ναθάν 、英語: Nathan）とは、旧約聖書に登場する預言者。ダビデ王の治世中に活躍した。
ダビデはヤハウェのために神殿を建てたい旨をナタンに打ち明けた。ナタンはそれに賛同したが、ヤハウェが夜にナタンに現れて、ダビデではなくその子孫によって永久に続く家を建てられる事を約束した（サムエル記下7:1-17、歴代誌上17:1-15）。ここで神がナタンに話されたこの約束は、後に使徒パウロがヘブライ人への手紙でイエス・キリストに当てはめている（ヘブライ1:5）。
その後、ダビデがバト・シェバと姦淫を犯し、バト・シェバの夫ウリヤ (ヒッタイト)を殺して自分の罪を覆い隠そうとした時、ナタンは神の裁きを下すために遣わされた。ナタンは巧みなたとえ話を用いてダビデの罪の重大さを思い知らしめた。ダビデが罪を認めると、ナタンはダビデは死ぬ事はないが、バト・シェバとの間に産まれる初子は死ぬ事を宣告した（サムエル記下12:1-15）。やがてダビデとバト・シェバとの間に第二子ソロモンが産まれると、神はナタンを再び遣わし、「エディデヤ」(ヘブライ語: יְדִידְיָהּ, 英: Jedidiah)と名付けさせた（サムエル記下12:24、25）。第四子アドニヤがソロモンの王位を奪おうとした時も、ナタンは策を講じてダビデがソロモンを王位に就かせるように事態を動かし、ナタンはソロモンに油を注いだ（列王記上1:5-40）。
ナタンはヒゼキヤ王の治世ダビデ王の先見人・ガド と共に、神殿での楽器の配置について指揮を取った（歴代誌下29:25）。このナタンの息子と思われる、アザリヤとザブトはいずれも重要な地位に就いていた（列王記上4:5）。